# Journée des Barricades

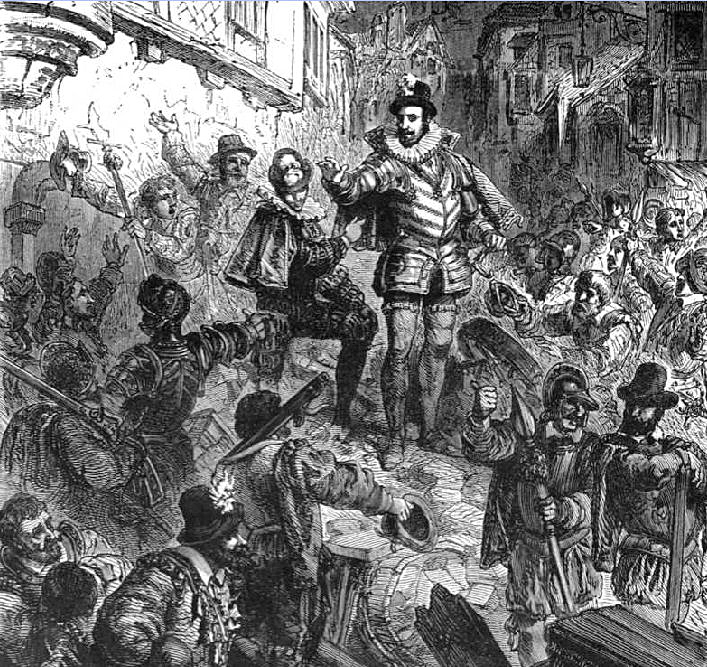
Henrik I av Guise under Journée des Barricades av Paul Lehugeur.

Journée des Barricades (Barrikadernas dag) var en händelse som ägde rum i Paris den 12 maj 1588 under hugenottkrigen.
Det var utåt ett spontant folkligt uppror av den katolska allmänheten i Paris i protest mot kung Henrik III:s försiktiga politik mot protestanterna under det pågående religionskriget. Det sammankallades av "De sextondes råd", som representerade stadens 16 arrondissement. I verkligheten iscensattes upproret av katolska ligan under Henrik I av Guise i samarbete med Spaniens ambassadör Bernardino de Mendoza.
Guise och ligan kunde utnyttja en genuin allmän opposition i Paris mot kungen. Stadens innevånare ogillade kungens sedeslösa hovliv, hans eftergiftspolitik och det faktum att han hade stationerat utländska trupper i staden. De upproriska styrkorna kunde genom att resa barrikader i Paris neutralisera kungens trupper genom att hindra deras rörelsefrihet. Bastiljen kapitulerade och kungen flydde från staden. Guise hade därefter kontroll över staden och erbjöds den franska kronan, som han dock avböjde. Den 21 juli slöt Guise och Henrik III ett fördrag där kungen förband sig att inte förhandla med "kättare", ge katolska ligan amnesti och ge dem kontrollen över ett antal befästningar. Guise var också utnämnd till generalguvernör i Frankrike. 23 december 1588 blev dock Guise mördad av kungens livvakt, och hans bror mötte samma öde dagen därpå.
Henrik III mördades i ett attentat 1589 utan att kunnat återvända till huvudstaden. Paris belägrades av Henrik IV under 1590, men kvarstod under katolska ligans kontroll fram till Henrik IV:s konvertering 1594. 